# .mz
.mz è il dominio di primo livello nazionale assegnato al Mozambico.